# Neubrandenburg
Neubrandenburg (Verouderd Nederlands: Nieuw-Brandenburg, Nedersaksisch: Nigen-Bramborg) is een gemeente in de Duitse deelstaat Mecklenburg-Voor-Pommeren. Het is de Kreisstadt van de Landkreis Mecklenburgische Seenplatte. De stad telt 63.372 inwoners. Tot 2011 was het een kreisfreie Stadt. De bijnaam Vier-Tore-Stadt (Vierpoortenstad) is sedert 24 januari 2024 een officieel voorvoegsel vóór de naam van de gemeente.

## Stadsindeling

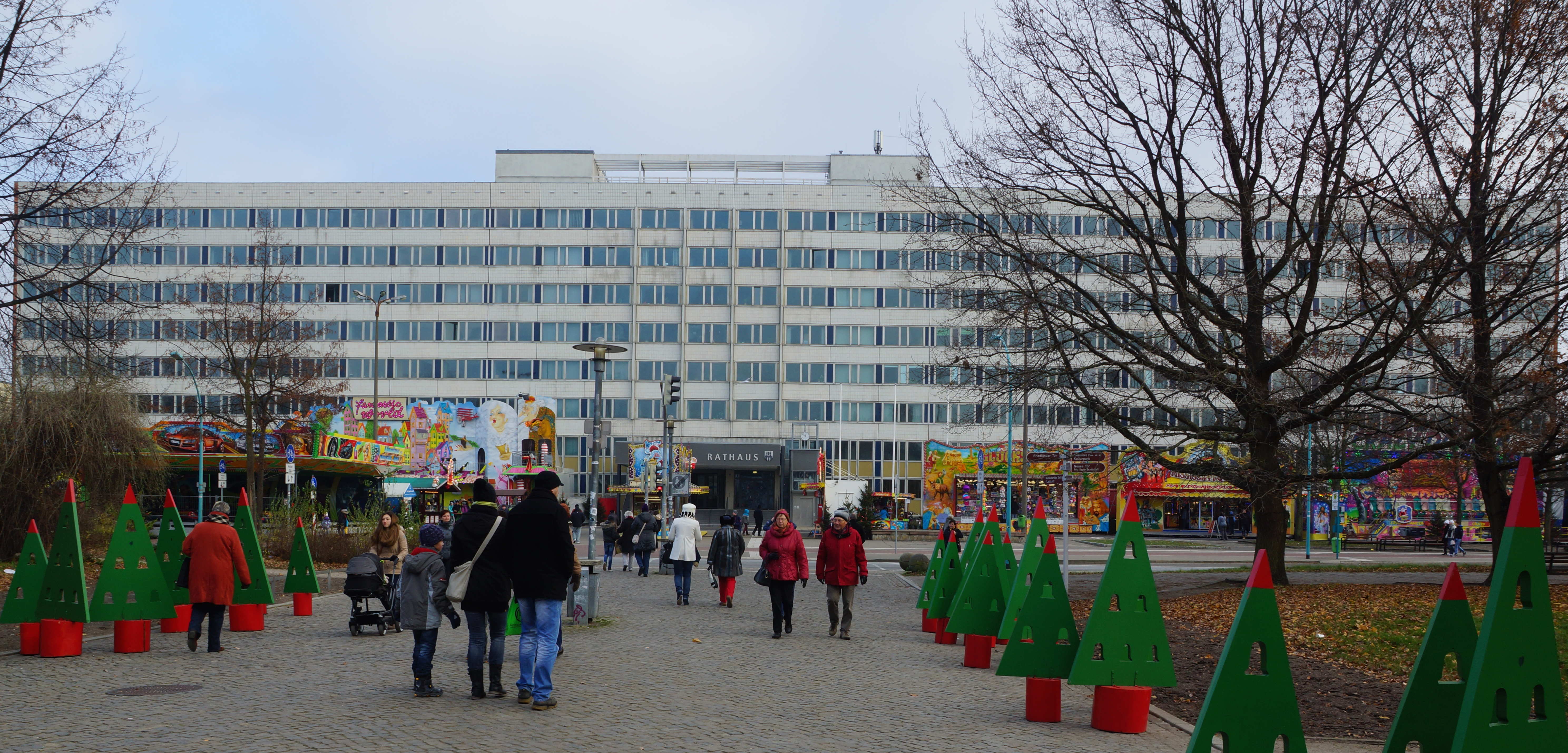
Stadhuis

Volgens artikel 17, lid 2, van de hoofdgemeenteverordening (Hauptsatzung), versie 24 januari 2024, is de stad verdeeld in 10 stadsdelen (Stadtgebiete), waarvan sommige weer in Stadtgebietsteile zijn onderverdeeld.
Deze indeling luidt als volgt (nummering overeenkomstig genoemd officieel document):
- 010 Innenstadt
- 020 Stadtgebiet West , met:
  - 021 Am Oberbach
  - 022 Jahnviertel
  - 023 Broda, aan de noordpunt van het meer Tollensesee
  - 024 Weitin
- 030 Vogelviertel, gelegen direct ten noorden van de binnenstad
- 040 Reitbahnviertel, gelegen  direct ten noorden van het Vogelviertel, met:
  - 041 Reitbahnweg
  - 042 Klöterpottsweg
- 050 Datzeviertel,  gelegen  direct ten noorden en noordoosten van het Reitbahnviertel, met:
  - 051 Datzeberg
  - 052 Brauereiviertel
  - 053 Eschengrund
- 060 Industrieviertel,  gelegen  direct ten oosten van het Datzeviertel, met: 
  - 061 Monckeshof
  - 062 Warliner Straße
  - 063 Ihlenfelder Vorstadt
  - 064 Industriegelände
  - 065 Burgholz, overwegend bosgebied aan de beek Datze
- 080 Stadtgebiet Ost, met: 
  - 081 Oststadt
  - 082 Fritscheshof
  - 083 Küssow, in het uiterste oosten van de gemeente
  - 084 Carlshöhe
  - 085 Lindetal
- 090 Katharinenviertel, tussen het centrum en de Oststadt, aan de noordkant van de beek Linde
- 100 Stadtgebiet Süd, met:
  - 101 Südstadt
  - 102 Fünfeichen, ten oosten van Lindenberg: In dit stadsdeel bevond zich in de Tweede Wereldoorlog het krijgsgevangenenkamp Kamp Neubrandenburg.
  - 103 Kulturpark, ten noorden van de Tollensesee
- 110 Lindenbergviertel, met:
  - 111 Lindenberg, aan de oostoever van de Tollensesee
  - 112 Bethanienberg
  - 113 Tannenkrug
  - 114 Nemerower Holz
  - 115 Tollensesee

## Geografie
De stad ligt in een vrij vlak gebied, met overwegend boerenland en hier en daar kleine bospercelen, op 18 m hoogte boven de zeespiegel. Aan de zuid- en westkant strekt zich het Mecklenburger Merenplateau uit. Neubrandenburg ligt in de vallei van de kleine rivier de Tollense. Enkele zijbeken monden te Neubrandenburg uit in de Tollense. 

### Plaatsen in de omgeving van Neubrandenburg
De volgende plaatsen grenzen aan de stad:
- Alt Rehse (gemeente Penzlin)
- Blankenhof
- Burg Stargard
- Groß Nemerow
- Groß Teetzleben
- Holldorf
- Neddemin
- Neuenkirchen
- Neverin
- Sponholz
- Trollenhagen
- Woggersin
- Wulkenzin en
- Zirzow.

Iets verder weg liggen o.a. Altentreptow, Friedland, Stavenhagen en Woldegk, en de stadjes Neustrelitz, Demmin  en Waren (Müritz).

## Infrastructuur
Door de stad lopen twee Bundesstraßen, de B104 en de B96. De B 104 loopt over de ringweg rondom het stadscentrum, die opvallenderwijze nog altijd de in de DDR-periode toegekende naam Friedrich-Engels-Ring draagt. In de stad begint de B192. Vanuit de stad oostwaarts rijdend, via de B104 en de B197, bereikt men na circa 10 km  afrit 32 van de Autobahn A 20.
Station Neubrandenburg, direct ten noorden van de binnenstad, is per trein bereikbaar vanuit o.a. Berlijn, Stralsund, Bützow en Stettin in Polen. Vóór dit in 2018 gerenoveerde station ligt een busstation.
Op het grondgebied van de noordelijke buurgemeente Trollenhagen, 6 km ten noorden van de stad, ligt Flughafen Neubrandenburg, een vliegveld, geëxploiteerd door Flughafen Neubrandenburg/Trollenhagen GmbH. Van 1934 tot 2013 was dit een militair vliegveld. In 1944, tijdens de Tweede Wereldoorlog, werd het vliegveld, waar toen ook militaire vliegtuigen gebouwd werden, gebombardeerd door de Geallieerden.
De stad ligt aan het riviertje de Tollense, dat niet bevaarbaar is. Direct ten zuiden van de stad ligt het meer Tollensesee.

## Economie en hoger onderwijs
Neubrandenburg is de vestigingsplaats van veel uiteenlopende bedrijven, waarbij de dienstensector de industrie steeds verder terugdringt. Er is een naar verhouding belangrijke,  regionale  Kamer van Koophandel gevestigd. De stad is een koopcentrum voor de wijde omgeving, en het winkelaanbod wordt voortdurend gemoderniseerd.
Deutsche Post DHL heeft in de stad een groot logistiek centrum.  Verder zijn er verscheidene callcenters gevestigd, en een dienstverlenend bedrijf , genaamd 11880 Solutions, dat op de Nederlandse Gouden Gids lijkt. Enkele middelgrote fabrieken in Neubrandenburg produceren autodaken en machine-onderdelen.
Ten zuidoosten van het centrum van Neubrandenburg staat het ziekenhuis Dietrich-Bonhoeffer-Klinikum Neubrandenburg. De te Greifswald gevestigde universiteit beschouwt het als haar academisch ziekenhuis. De kliniek is gespecialiseerd in behandeling van vele soorten kanker, en er wordt oncologisch onderzoek verricht, dat wordt beschouwd als van groot belang binnen de gehele Duitse gezondheidszorg. Het ziekenhuis vormt organisatorisch één geheel met kleinere klinieken te Altentreptow, Malchin en Neustrelitz. Het totaal aantal bedden bedraagt iets meer dan duizend, en het aantal medewerkers schommelt rond de 2.400. Daarmee is het ziekenhuis een van de belangrijkste werkgevers van de stad.
De stad beschikt over een hogeschool met in 2023 bijna tweeduizend studenten. De instelling is direct ten westen van de binnenstad gevestigd. Het zwaartepunt van het onderwijsaanbod ligt bij sociale wetenschappen, landbouw, geodesie e.d.  en verpleegkunde. Men kan er de graden master en bachelor behalen.
Vanwege de ligging bij het merengebied is er sprake van een niet onbelangrijk toerisme.

## Geschiedenis

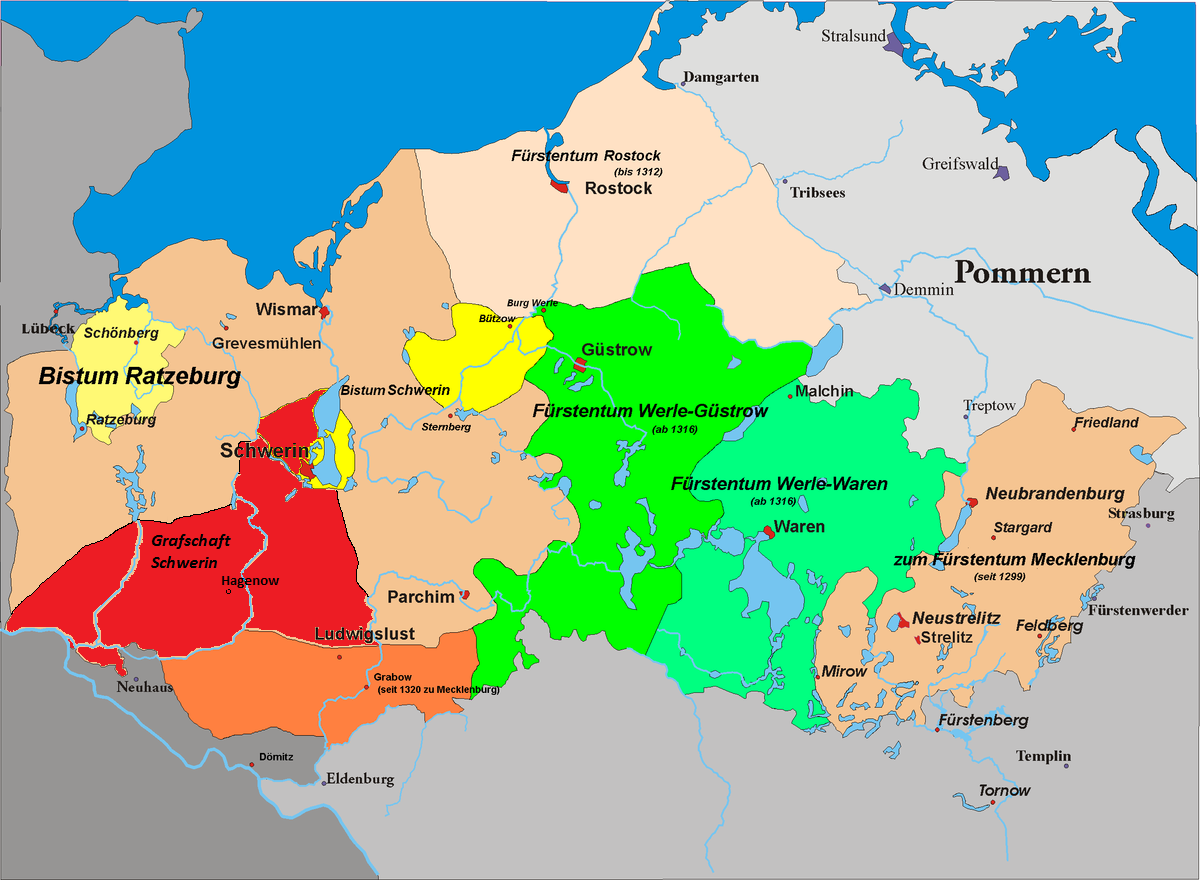
Mecklenburg omstreeks 1300. Neubrandenburg ligt in het roze gebied rechtsonder op de kaart.
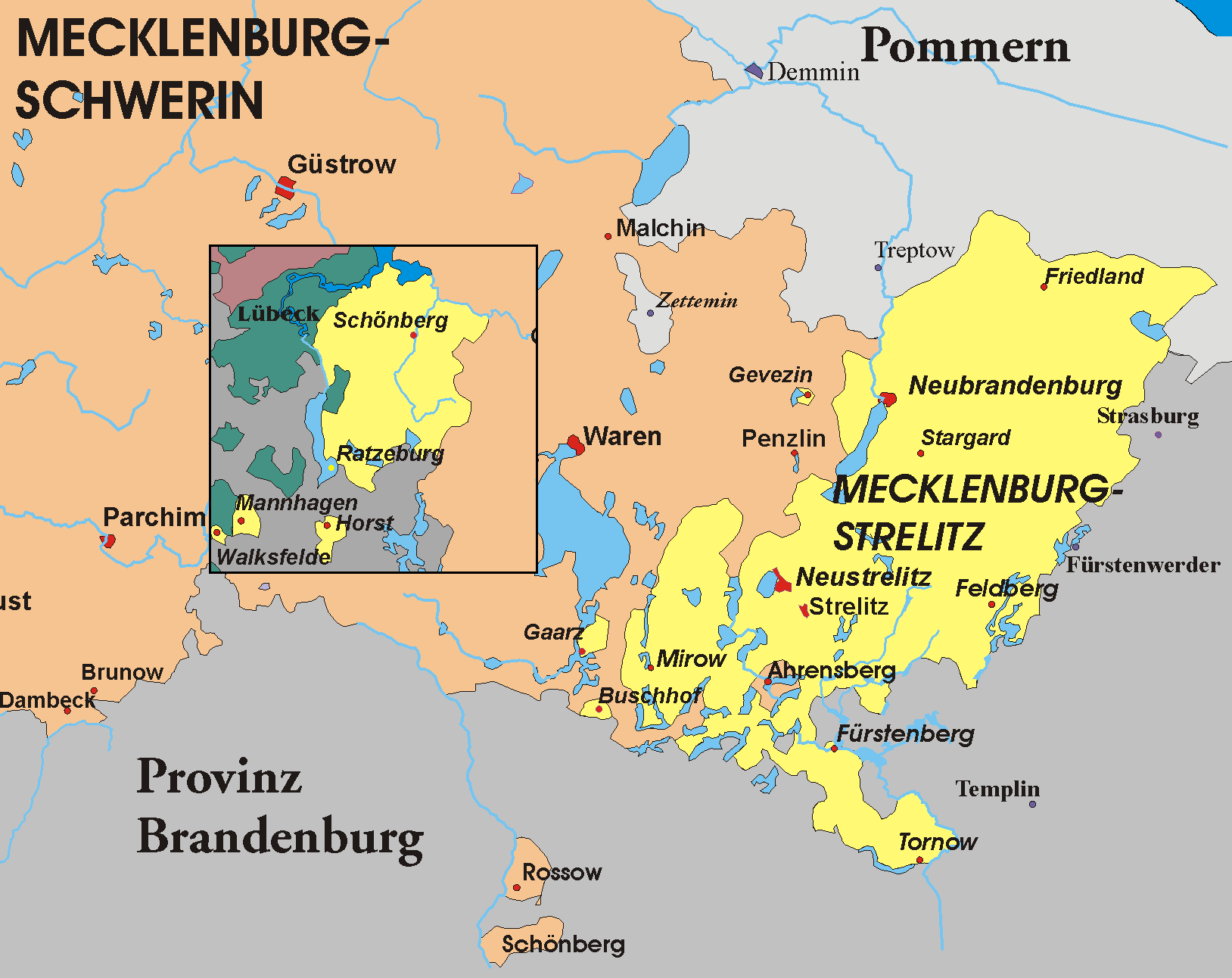
Mecklenburg-Strelitz
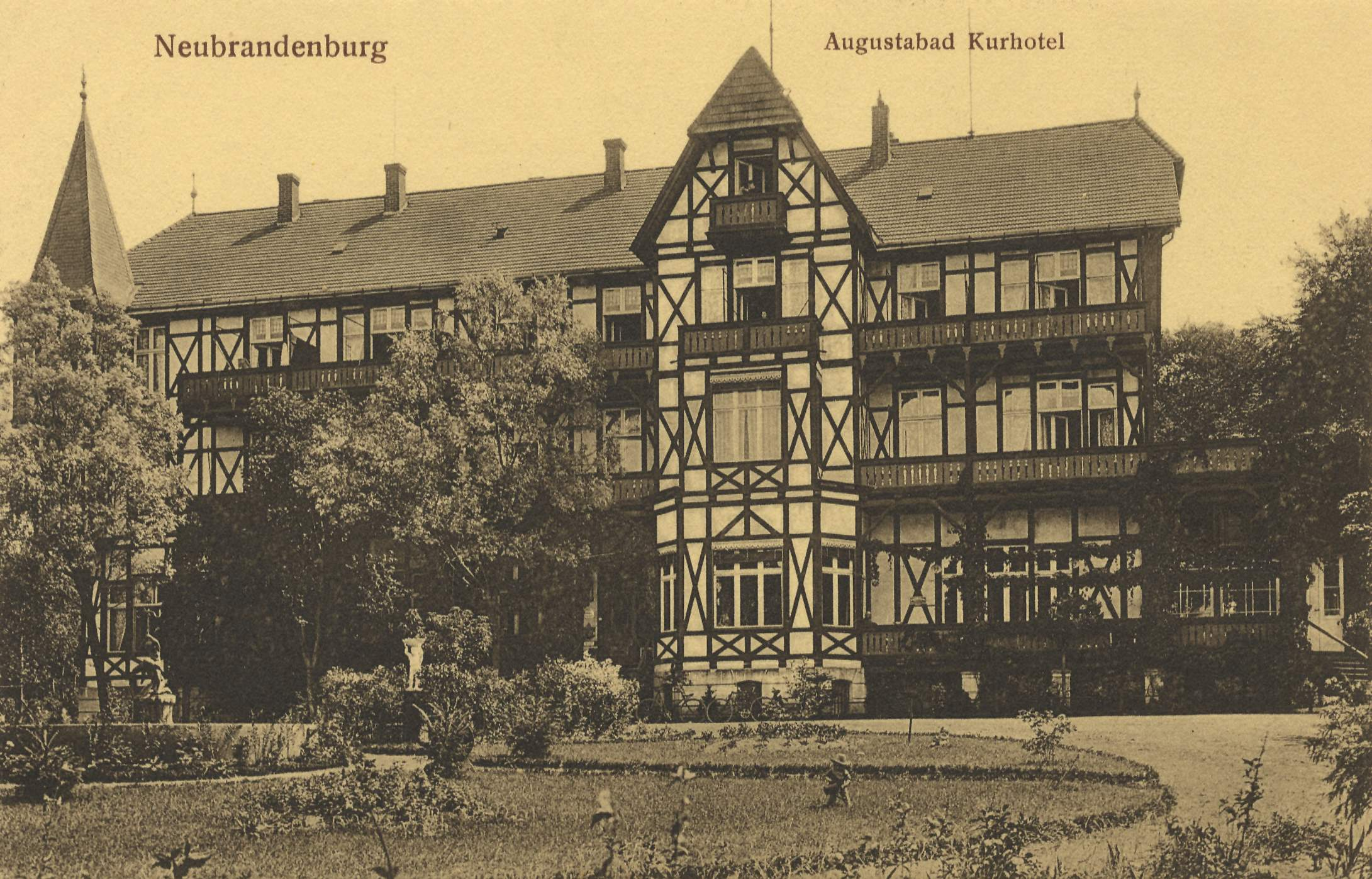
Kuurhotel Augustabad aan de Tollensesee
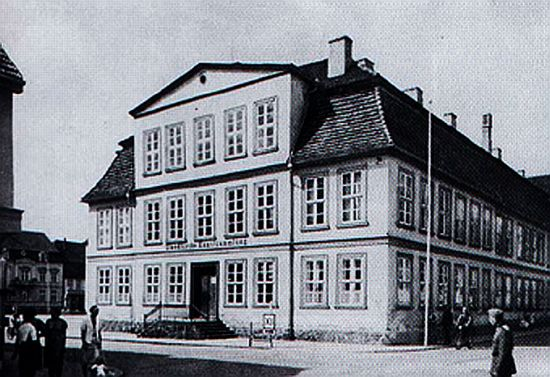
Hertogelijk paleis, foto uit 1920, toen een gedeelte van het paleis als kunstmuseum fungeerde
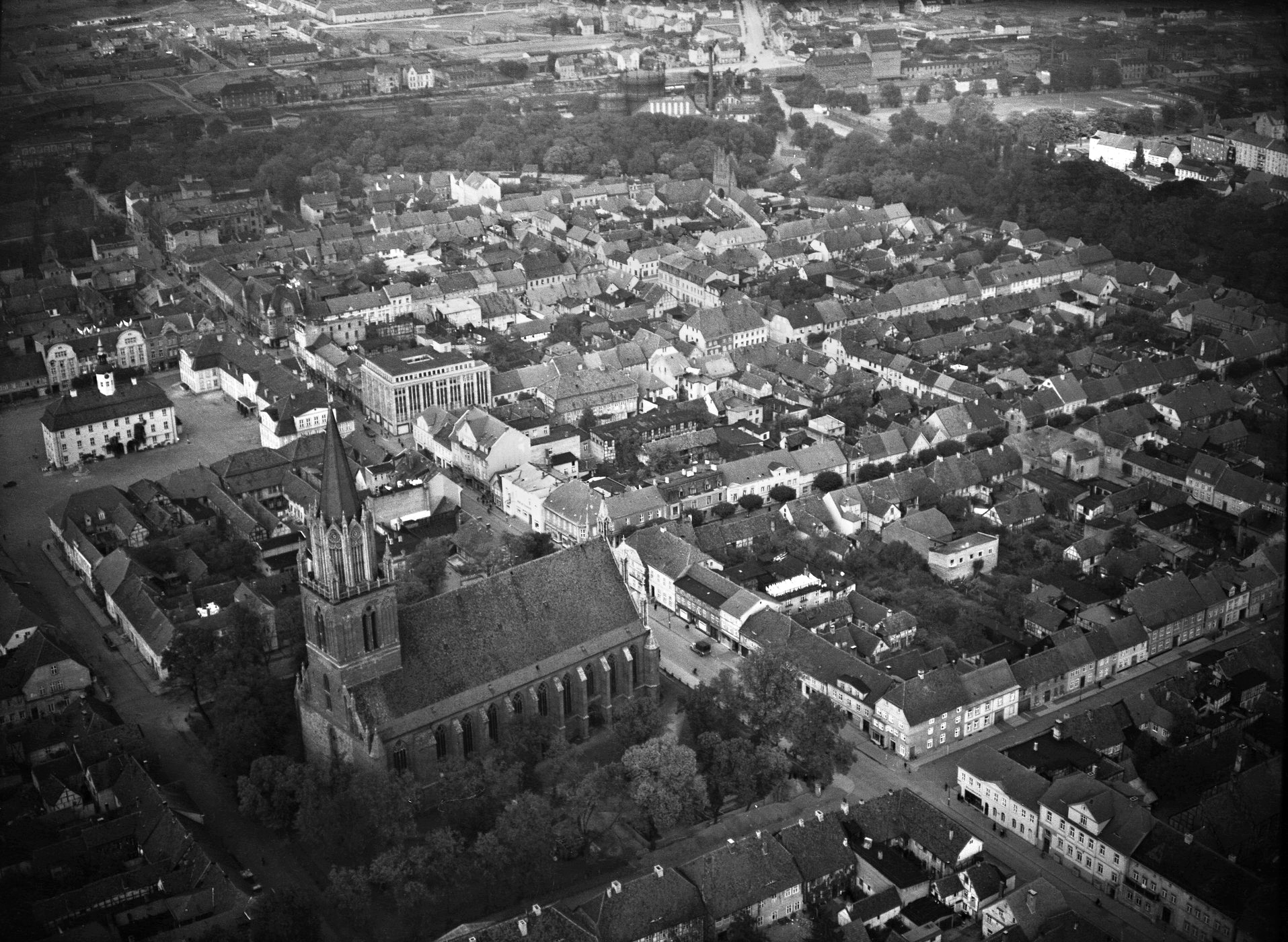
Luchtfoto centrum Neubrandenburg, 1943, vóór de verwoesting door het Rode Leger
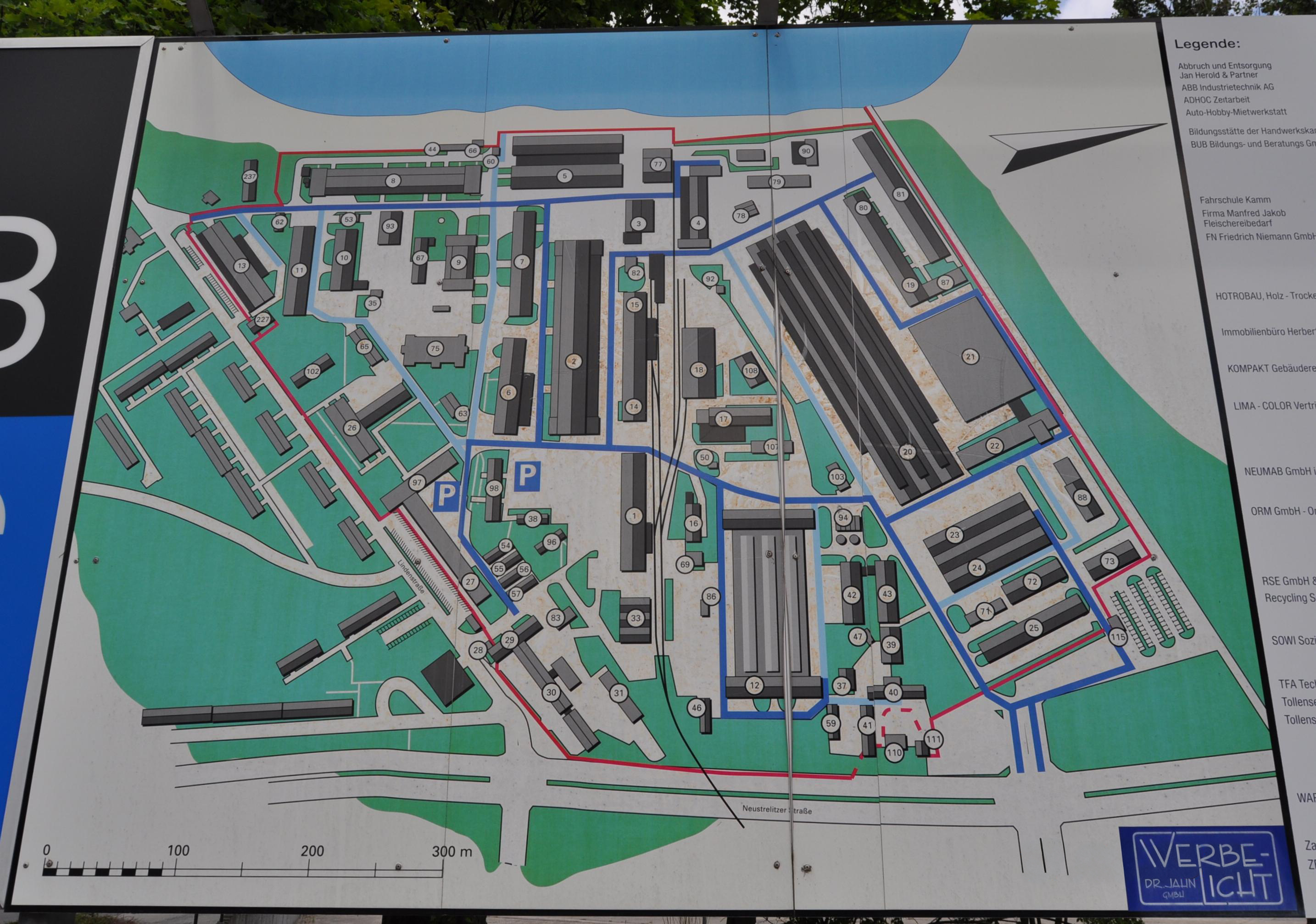
Locatiekaart ter plaatse van het voormalige RWN

Ouder dan Neubrandenburg zelf is het dorp Broda, thans wijk 023 aan de westkant van de stad. De naam is waarschijnlijk Polabisch en betekent: veerpont of voorde, namelijk over de Tollense. Hertog  Casimir I van Pommeren, een zoon van Wartislaw I, stichtte in Broda in 1170 een klooster. De daadwerkelijke bouw hiervan heeft waarschijnlijk pas kort vóór 1240 plaatsgevonden. 
Op 4 januari 1248 werd de plaats gesticht en genoemd naar haar moederstad Brandenburg an der Havel. Waarschijnlijk had het in 1260 zo genoemde Brandenburg Nowa van het begin af stadsrechten. De stichtingsoorkonde uit 1248 was ondertekend door of namens Johan I, markgraaf van de Mark Brandenburg. In het begin van de 14e eeuw werd de provisorische omwalling vervangen door de stenen stadsmuur met stadspoorten, zoals die tegenwoordig nog bestaat.
In 1298 kwam de stad, die in een heerlijkheid Stargard lag, nabij het huidige stadje Burg Stargard, aan Mecklenburg-Stargard. Tussen 1523 en 1552, toen het oude franciscanenklooster in de stad werd geseculariseerd, vond in Neubrandenburg de Reformatie plaats, ten gevolge waarvan de meeste christenen in de stad tot op de huidige dag evangelisch-luthers zijn.
Neubrandenburg is ook vóór de Tweede Wereldoorlog getroffen door oorlogsgeweld, besmettelijke ziektes en stadsbranden (o.a. in 1676 en 1737). Een tragisch dieptepunt, in het voorjaar van 1631 tijdens de Dertigjarige Oorlog, was de verovering en verwoesting van Neubrandenburg door katholiek-keizerlijk gezinde troepen onder Tilly. Honderden stedelingen, zelfs mensen, die hun toevlucht hadden gezocht in kerkgebouwen, zijn daarbij gemarteld en vermoord. De economische gevolgen van deze catastrofe werkten nog na tot en met de 19e eeuw.
In 1701 kwam de stad bij een gebiedsverdeling aan het Hertogdom Mecklenburg-Strelitz, maar de hertog verkoos Neustrelitz tot zijn nieuwe residentie. Hertog Adolf Frederik IV van Mecklenburg-Strelitz verleende de stad weer aanzien, door er een paleis voor zichzelf en een schouwburg (1794) te laten bouwen. Ook vonden in deze periode veel politieke beraadslagingen van het hertogdom in Neubrandenburg plaats.
Na de val van Napoleon en het Congres van Wenen in 1815 ging de stad deel uitmaken van het Groothertogdom Mecklenburg-Strelitz, dat in 1871 in het Duitse Keizerrijk werd geïntegreerd. De stad was gelegen in dunbevolkt gebied, en was teruggevallen tot een marktstadje voor omliggende boerendorpen. Ook na de komst van de spoorwegaansluiting in 1866 trad weinig vooruitgang in. Wel begon eind 19e eeuw het toerisme naar o.a. de Tollensesee op gang te komen. In de gehele 19e eeuw emigreerden er Neubrandenburgers, vooral om economische redenen, naar de Verenigde Staten. Pas in de periode van Adolf Hitlers Derde Rijk groeide Neubrandenburg weer. Er kwam in 1936 aan de noordrand van de stad een grote militaire vliegbasis, en in 1938 een grote kazerne voor pantsertroepen.
Het stadsbeeld van Neubrandenburg is blijvend veranderd als gevolg van de Tweede Wereldoorlog. De aanwezigheid van o.a. een Fliegerhorst met fabrieken, waar militaire vliegtuigen werden gebouwd,  was reden voor de geallieerden, om dit vliegveld in 1944 drie keer zwaar te bombarderen. Op 29 en 30 april 1945 werd Neubrandenburg veroverd door het Rode Leger. Daarbij werd de stad grotendeels door de Russische troepen verwoest; o.a. legden zij het stadscentrum bijna geheel in de as.
In stadsdeel Fünfeichen bevond zich in de Tweede Wereldoorlog het krijgsgevangenenkamp Kamp Neubrandenburg, Stammlager Neubrandenburg/Fünfeichen, gevestigd met ook Nederlandse krijgsgevangenen. Minstens 10% van allen, die daar gevangenen van Nazi-Duitsland waren, overleefden hun gevangenschap niet. Vooral in de laatste oorlogsjaren waren de omstandigheden er vaak onmenselijk. Van 1945 tot 1949 was het een Russisch NKVD-interneringskamp voor al of niet vermeende nazi's, waar door de slechte behandeling ook veel gevangenen stierven.
Direct na de oorlog moest Neubrandenburg vele duizenden ontheemde Duitsers uit de in 1945 aan o.a. Polen toegewezen gebieden  huisvesten. Dit leidde tot een toename  van het aantal inwoners  van 16.000 tot 20.000. 
Van 1949 tot 1990 lag Neubrandenburg in de DDR. De wederopbouw van de stad ging aanvankelijk volgens de richtlijnen van het socialistisch classicisme, daarna, vanaf de jaren zestig, in een meer rechtlijnige, door Plattenbau gekenmerkte stijl. De stadsarchitecte Iris Grund ontwierp in deze stijl o.a. de wijk Oststadt. Van de vooroorlogse stad bleven, om hun waarde als cultureel erfgoed, vrijwel alleen de stadsmuren en -poorten en historische kerkgebouwen intact. In de DDR-periode groeide  Neubrandenburg uit tot een stad met ongeveer 90.000 inwoners.  
Van 1953 tot aan de Duitse hereniging in 1990 was in Neubrandenburg, aan de oostoever van de Tollensesee, het bedrijf RWN (Reparaturwerk Neubrandenburg) gevestigd. Dit hield zich o.a. bezig met het verrichten van onderhoud aan tanks en ander legermaterieel van de Nationale Volksarmee van de DDR. In de jaren-1980 werkten hier maximaal 5.000 mensen. Na 1990 werd het bedrijfscomplex van RWN ontmanteld en gesloopt. Het terrein huisvest anno 2023 talrijke kleine bedrijven, ateliers, horeca- en amusementsgelegenheden.
Na 1990 daalde, zoals ook op veel andere plaatsen in de voormalige DDR,  het bevolkingscijfer met 30% tot 63.000 in 2021. Veel inwoners  zijn verhuisd  naar economisch sterkere gebieden elders in Duitsland.
Een harde slag voor de werkgelegenheid in de regio was in 2024 het faillissement van een grote keten van bakkerijen,  Unser Heimatbäcker, die te Neubrandenburg zijn hoofdvestiging had. Bijna 2.000 mensen raakten hierdoor werkloos.

## Bezienswaardigheden, markante gebouwen, toerisme

### Middeleeuwse binnenstad
Neubrandenburg is bekend om het  vrij grote aantal bewaard gebleven gebouwen in zogenaamde baksteengotiek, waaronder de Mariakerk en alle vier stadspoorten. Ook is de complete 2,3 km lange middeleeuwse stadsmuur met een hoogte van 7 meter bewaard gebleven. Aan de vier poorten heeft Neubrandenburg zijn bijnaam Vier-Tore-Stadt  te danken. De stadsmuur is van zogenaamde Wiekhäuser voorzien, in de muur ingebouwde schuilplaatsen voor bewakers of verdedigers van de stad. Deze werden in later eeuwen tot eenvoudige woonhuisjes uitgebouwd. De Wiekhäuser in de stadsmuur van Neubrandenburg werden bijna alle tussen 1955 en 1975 nieuw gebouwd. Er was woningnood, en door hier huisjes te bouwen spaarde men een buitenmuur uit. Van buiten waren het vakwerkhuisjes, want ze mochten niet uit de toon vallen bij het bestaande historisch erfgoed (de stadswal).
Binnen de ronde stadsomwalling zijn na de Tweede Wereldoorlog veel rechthoekige huizenblokken gebouwd, aan een op de vooroorlogse plattegrond gebaseerd, schaakbordachtig stratenpatroon. 

### Markante gebouwen
- De voormalige , 13e-eeuwse,  Mariakerk is sedert 2001 als concertzaal (Konzertkirche) in gebruik.
- De Johanneskerk was oorspronkelijk onderdeel van een 14e-eeuws  franciscanenklooster. Het huidige gebouw is bij de evangelisch-lutherse gemeente in gebruik en dateert grotendeels uit de 19e eeuw.
- Het aanpalende Franciscanenklooster dateert uit de 14e eeuw en is gedeeltelijk behouden gebleven. De voormalige refter huisvest een gedeelte van de collectie van het plaatselijke streekmuseum[8].
- De Sint-Joriskapel
- In 1965 werd het 65 meter hoge flatgebouw Haus der Kultur und Bildung (afkorting: HKB, bijnaam: Kulturfinger) opgeleverd. Het was een typisch product van de DDR-architectuur, en staat daarom onder monumentenzorg; de ontwerpster was Iris Grund, die van 1970 tot 1990 stadsarchitecte van Neubrandenburg was. Het HKB heeft tussen 2012 en 2017 een tientallen miljoenen euro kostende, door velen vanwege die hoge kosten bekritiseerde, renovatie ondergaan. Het gebouw huisvest sindsdien de openbare bibliotheek, een evenementenzaal, enige kantoren, winkels en horecagelegenheden.
- Het uit 1794 daterende Schauspielhaus, dat in de 20e eeuw o.a. als ziekenhuis fungeerde, en daarna in verval was geraakt, is in 1994 weer in oude glorie hersteld en is als schouwburg (180 zitplaatsen) in gebruik.
- De Stadthalle  is een onder monumentenzorg geplaatste, in 1969 gebouwde, multifunctionele congres-, concert-  en evenementenhal. In 2023 werd het gebouw gerenoveerd.  Ontwerper was de voor organische architectuur bekende architect Ulrich Müther (1934 -2007).
- Klein museum Kunstsammlung Neubrandenburg, met een installatie Das Brandzimmer, die op indringende wijze de door het Russische leger eind april 1945 veroorzaakte stadsbrand weergeeft en het daarbij verloren gaan van veel historisch cultureel erfgoed. Ook de collectie anno 1945 van dit museum ging verloren of verdween toen op andere wijze.
- Een in 1907 gebouwd, voormalig rooms-katholiek  kerkje is in gebruik als gemeentelijk filmtheater. Het draagt de naam  Latücht, wat in het plaatselijke dialect lantaarn betekent, en staat niet ver ten oosten van de stadspoort Friedländer Tor.

### Recreatie en natuurschoon
Aan de zuidkant van de stad ligt het uitgestrekte park Kulturpark Neubrandenburg met aan de oostkant daarvan een atletiekstadion en talrijke andere sportaccommodaties. Aan de zuidkant van dit park ligt de noordoever van het meer Tollensesee, die aan de west- en oostoevers door bos is omgeven. Aan, op en in dit meer zijn bijna alle denkbare vormen van watersport en -recreatie mogelijk. Ook een jachthaven ontbreekt niet.

## Galerij

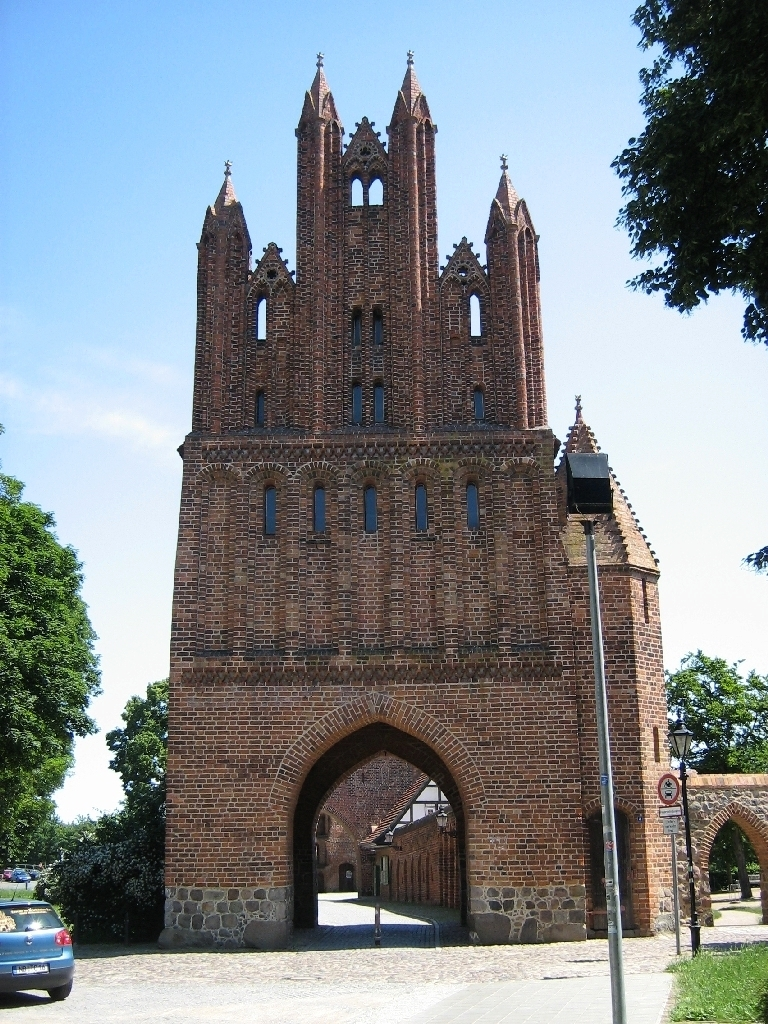
Friedländer Tor (NO), stadskant
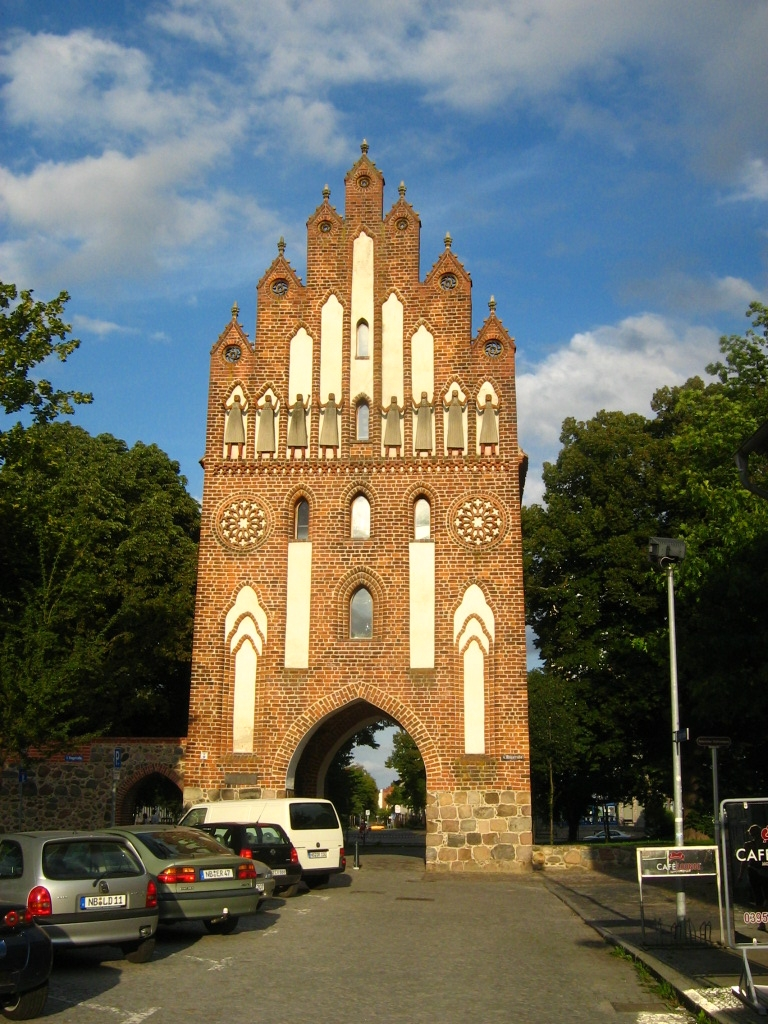
Neues Tor (O)
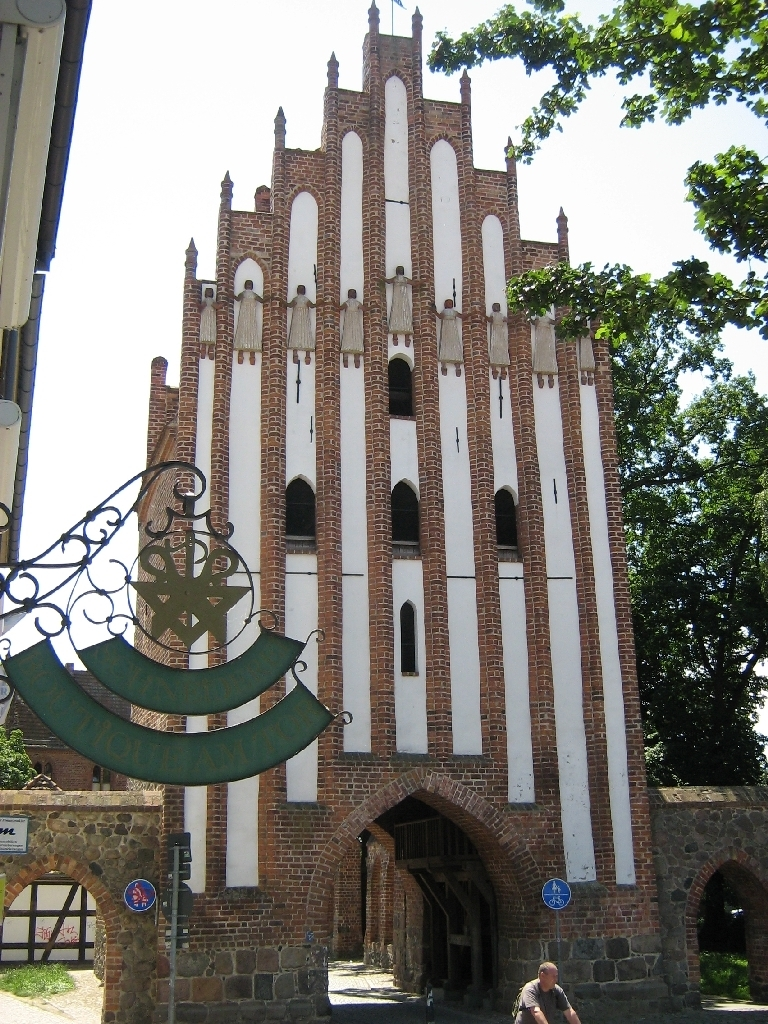
Stargarder Tor (Z)
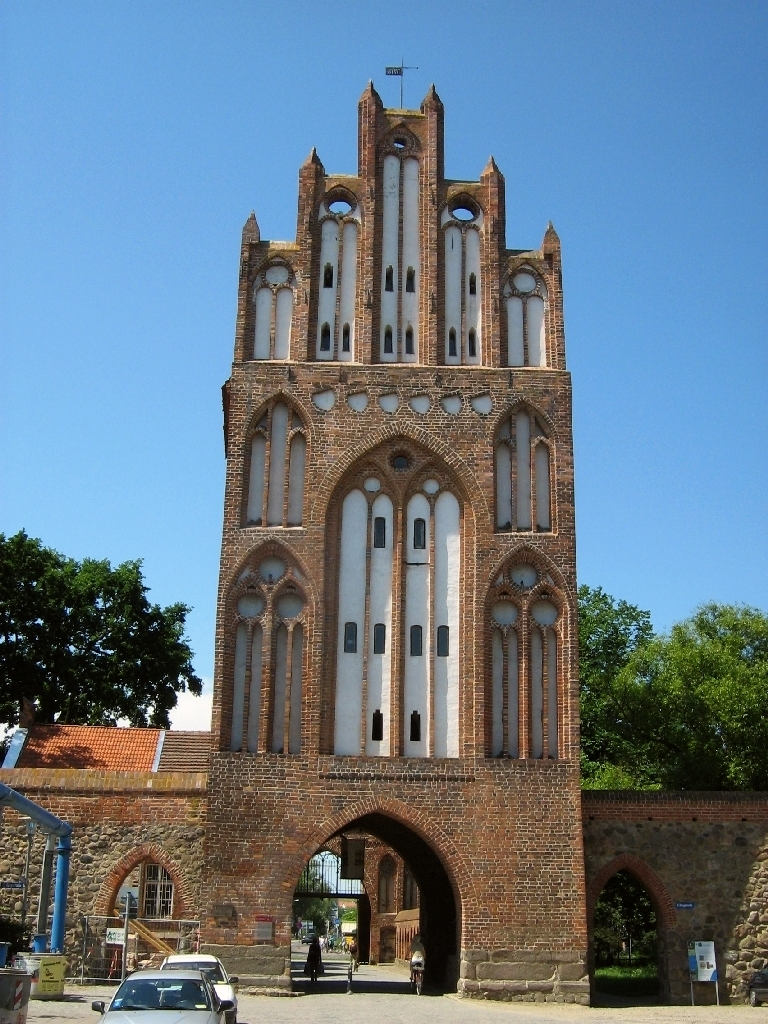
Treptower Tor (W)
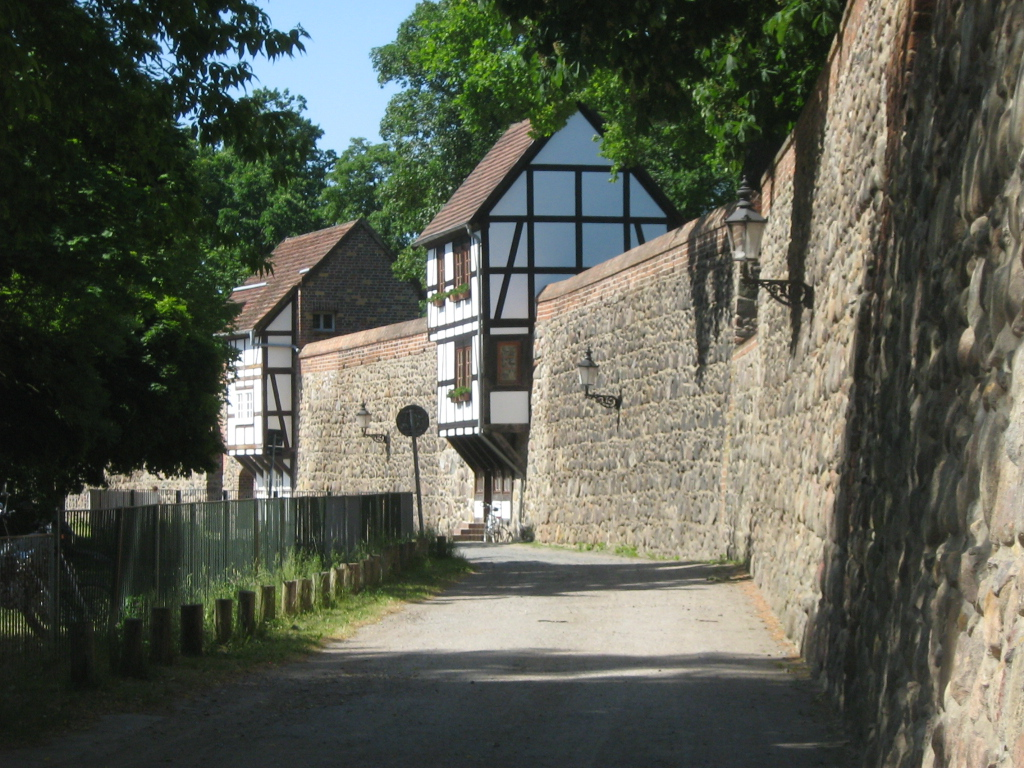
Stadsmuur met twee Wiekhäuser
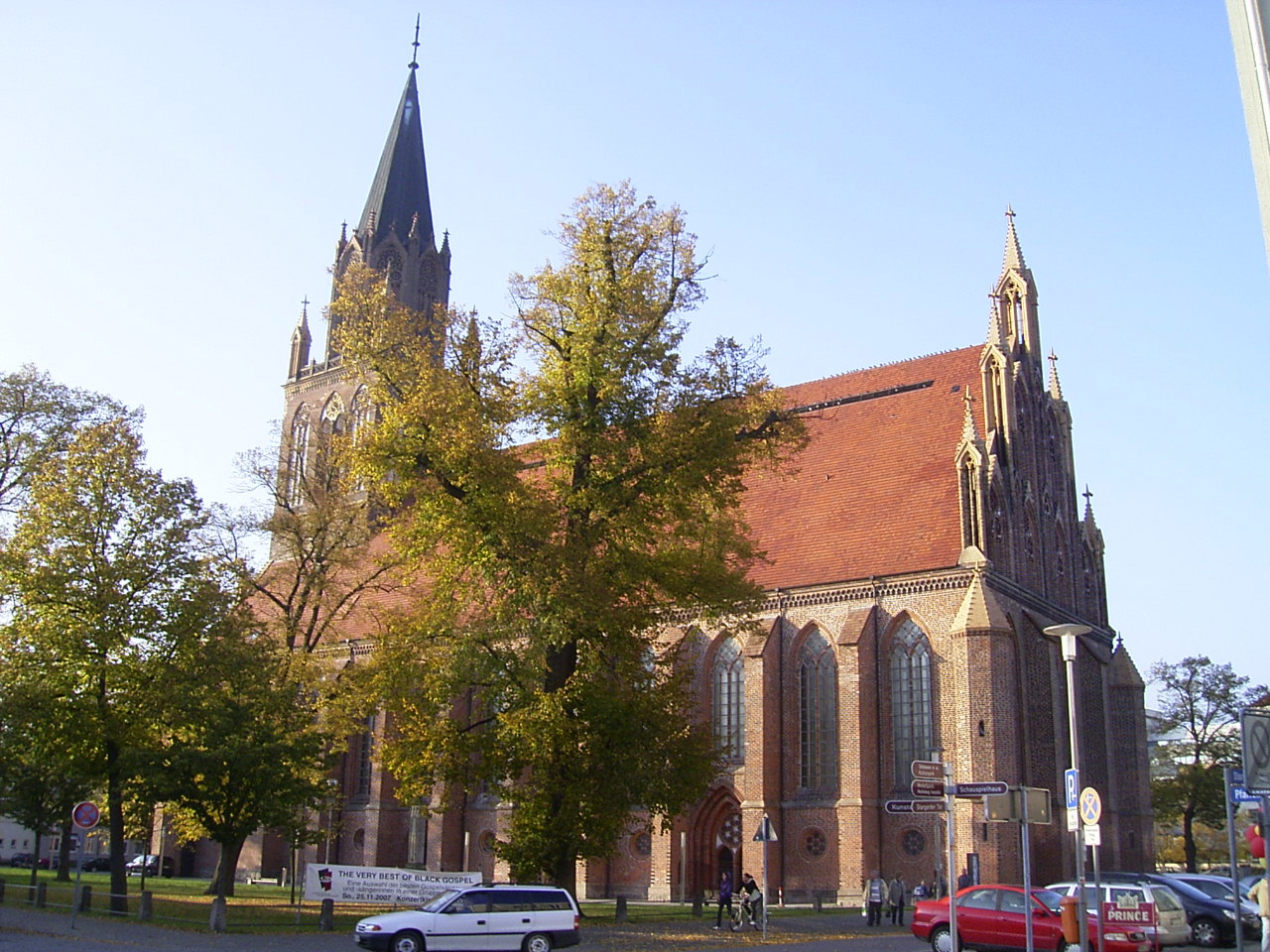
De Marienkirche, in gebruik als concertzaal
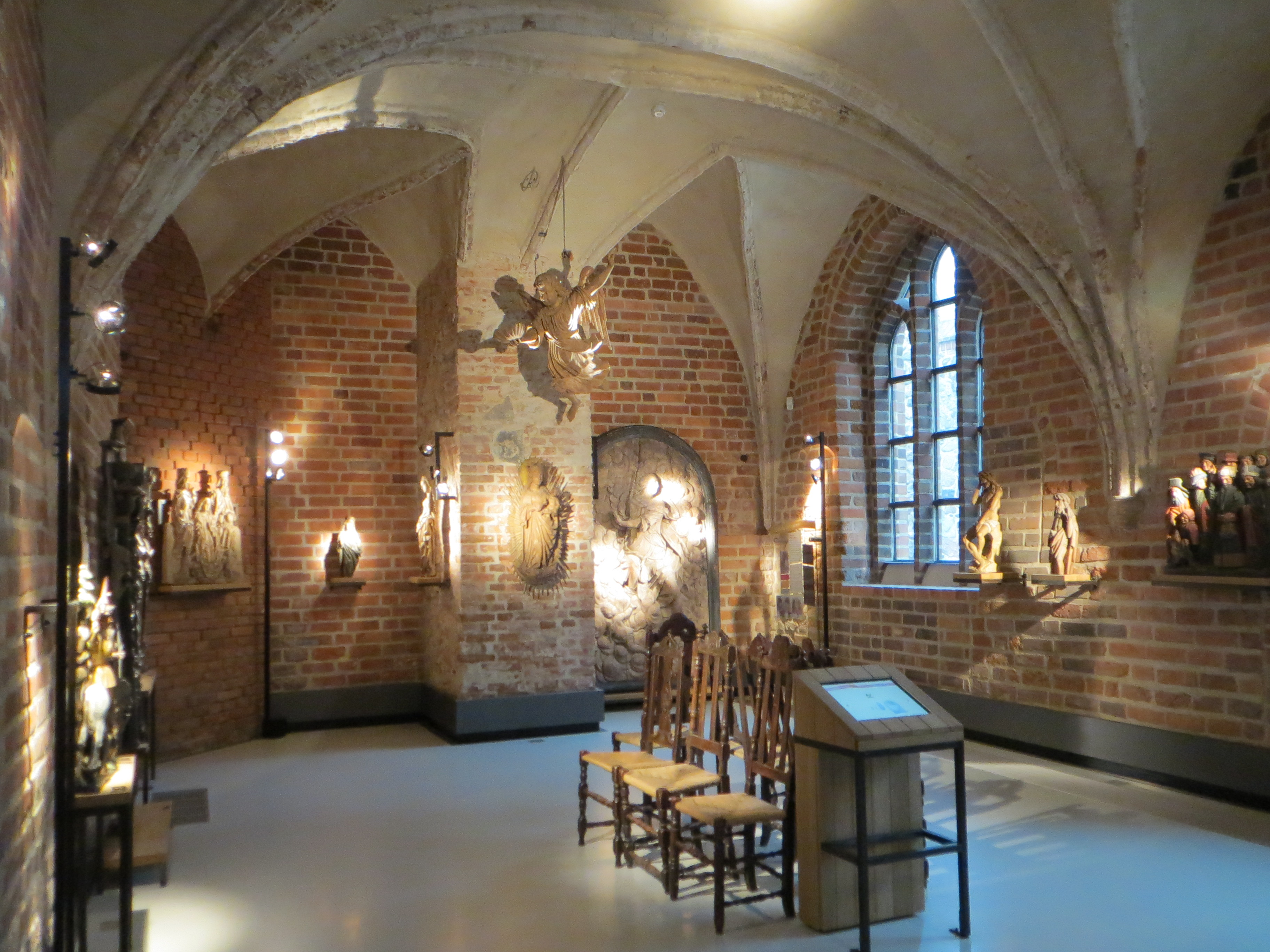
Museumvertrek in het v.m. franciscanerklooster
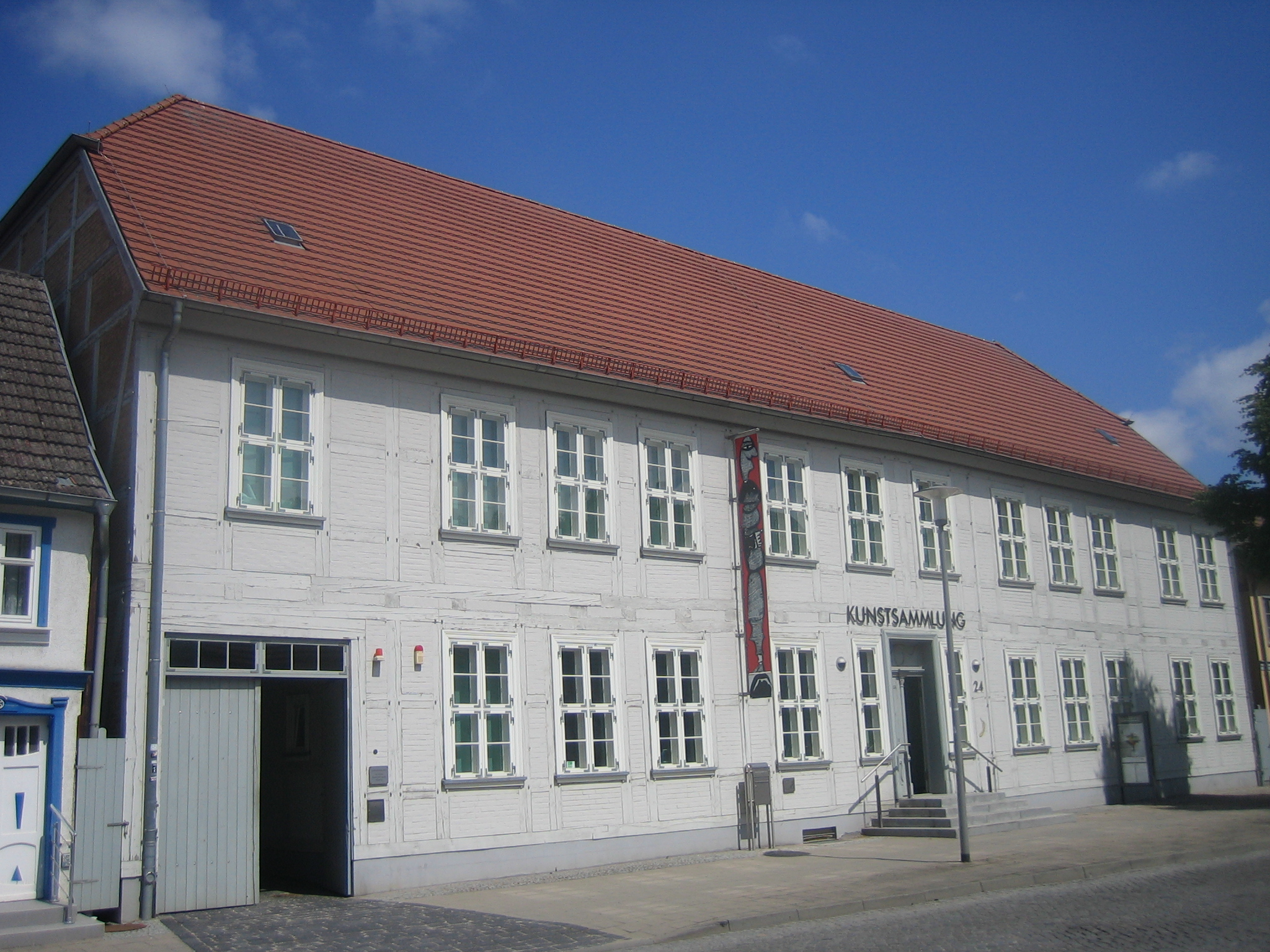
Kunstmuseum Kunstsammling, Große Wollweberstraße 24
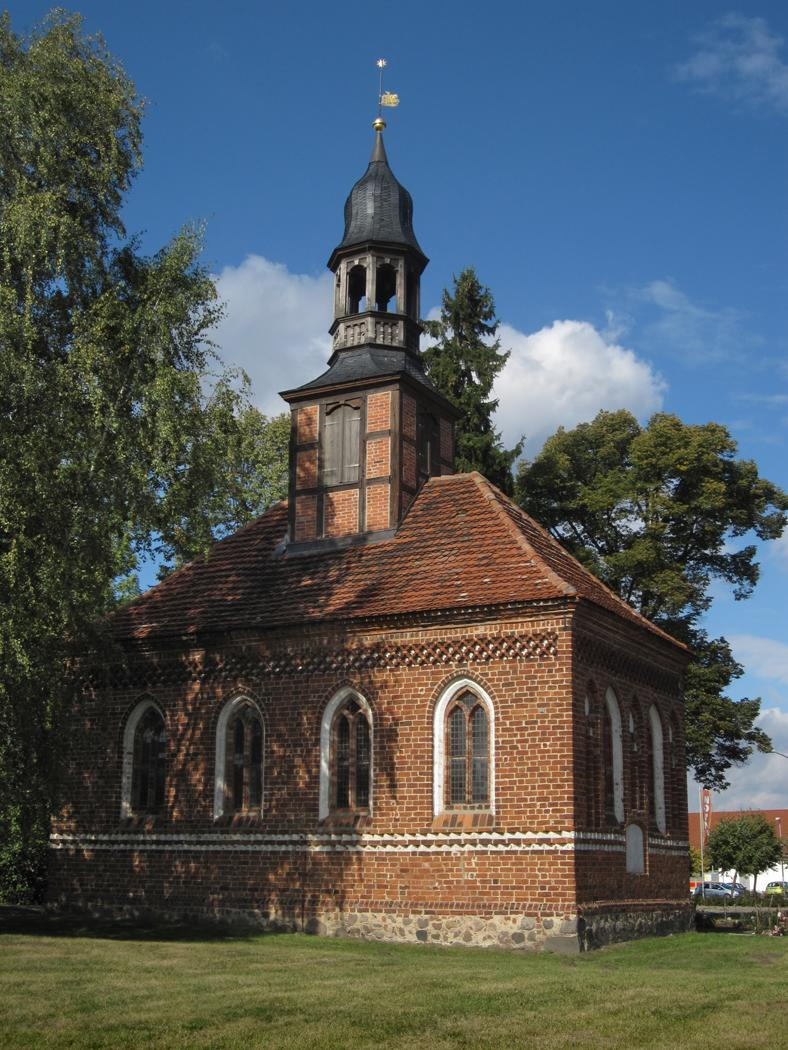
De 14e-eeuwse Sint-Joriskapel, tegenover de hogeschool
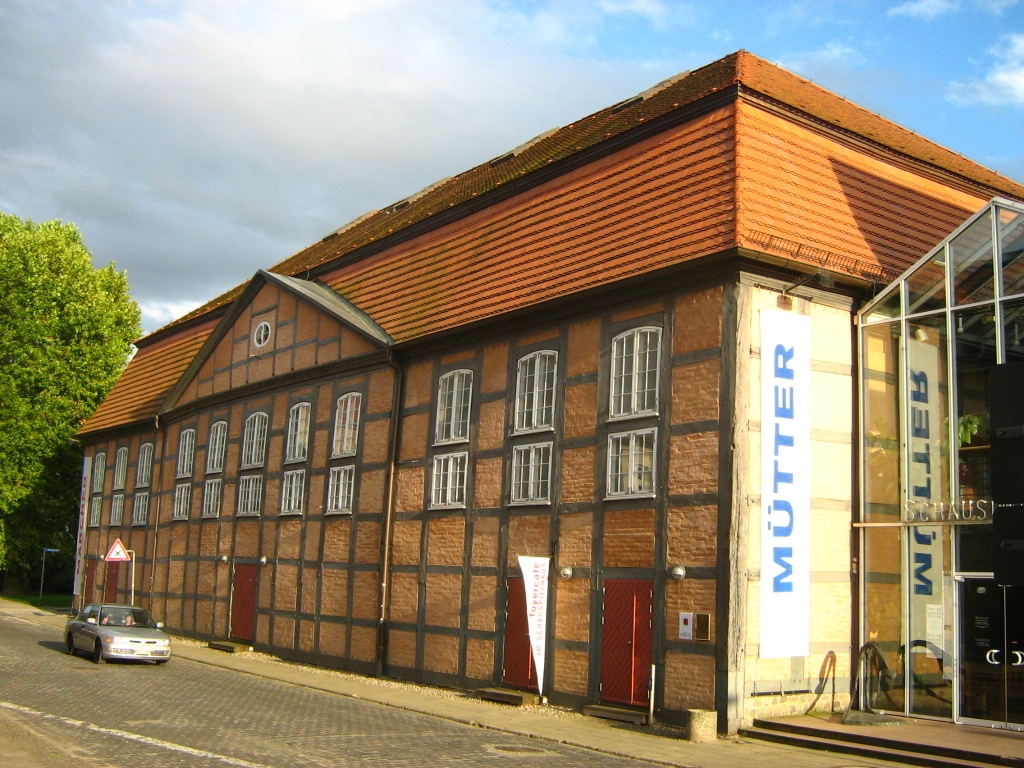
Het theater Schauspielhaus
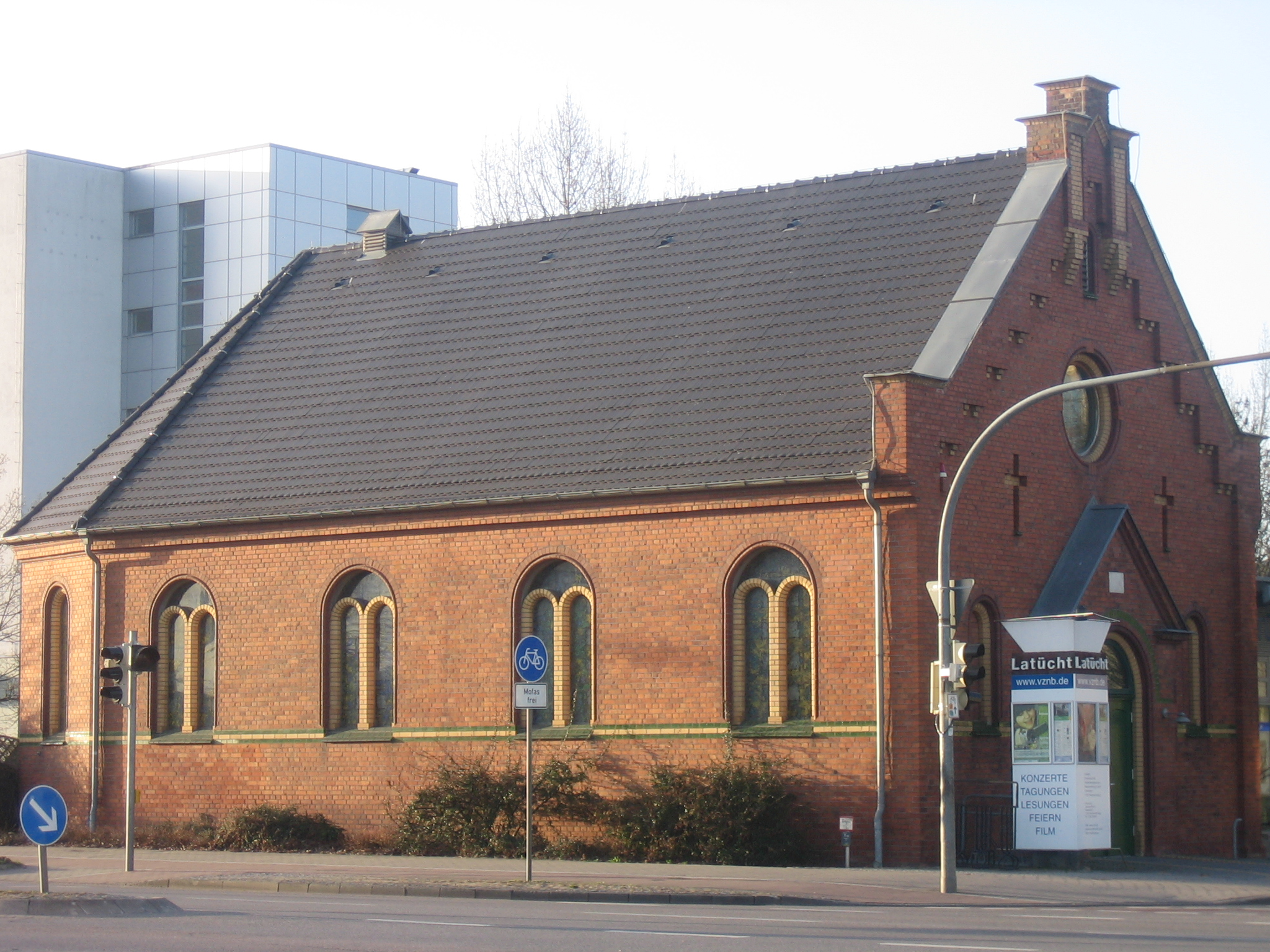
Filmhuis en voormalige R.K. kerk Latücht
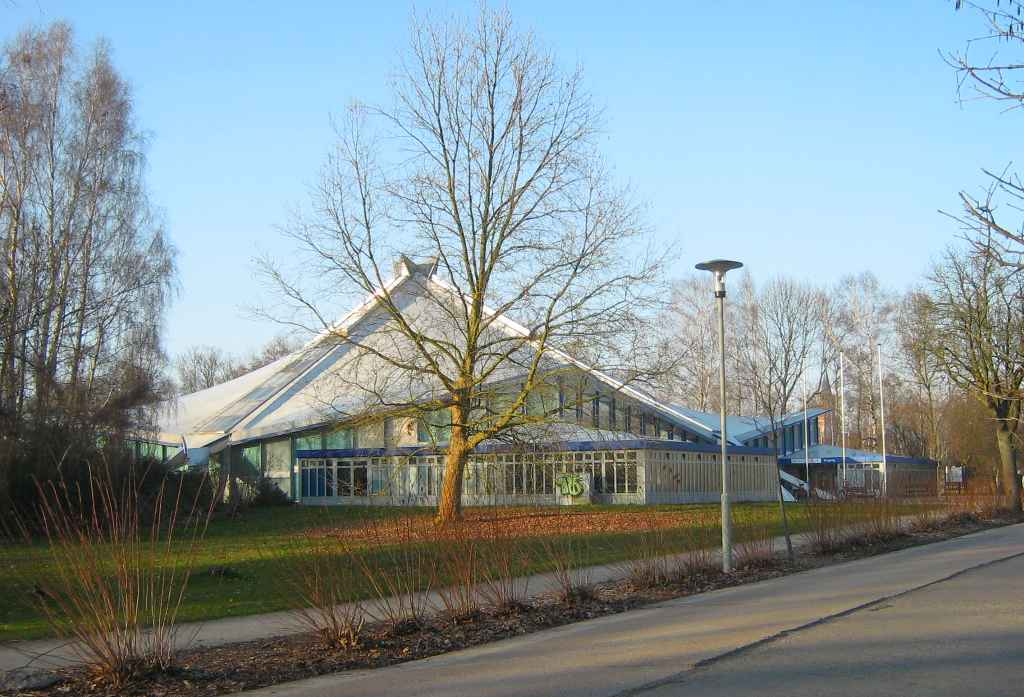
De Stadthalle (foto uit 2009)
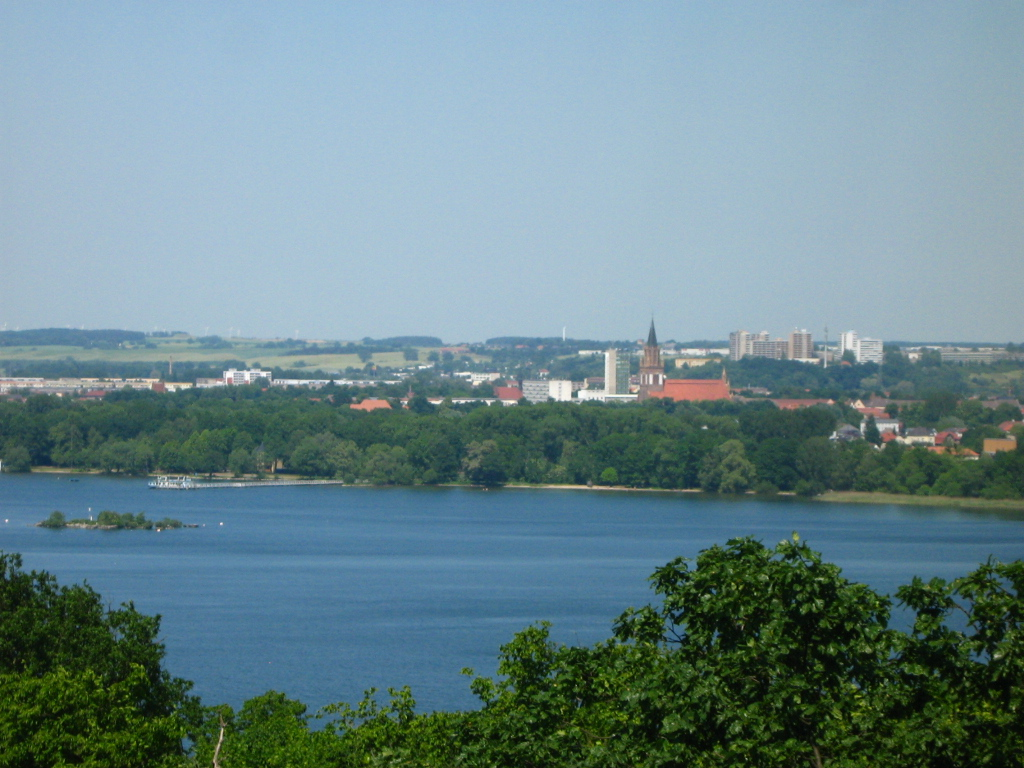
Gezicht op de stad vanaf  de Tollensesee
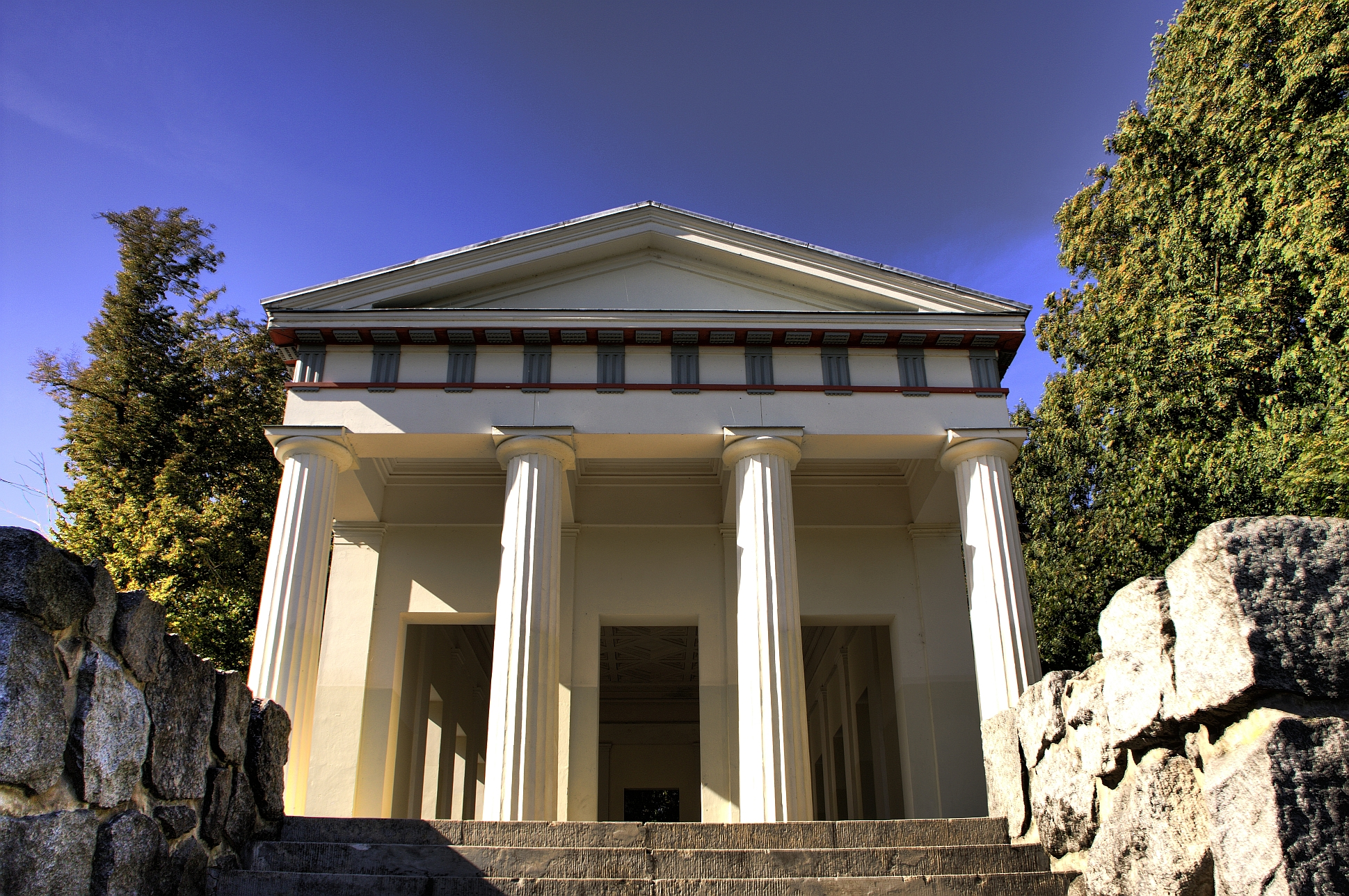
Gebouwtje Belvedere (1823), wijk Broda, met uitzicht op de Tollensesee
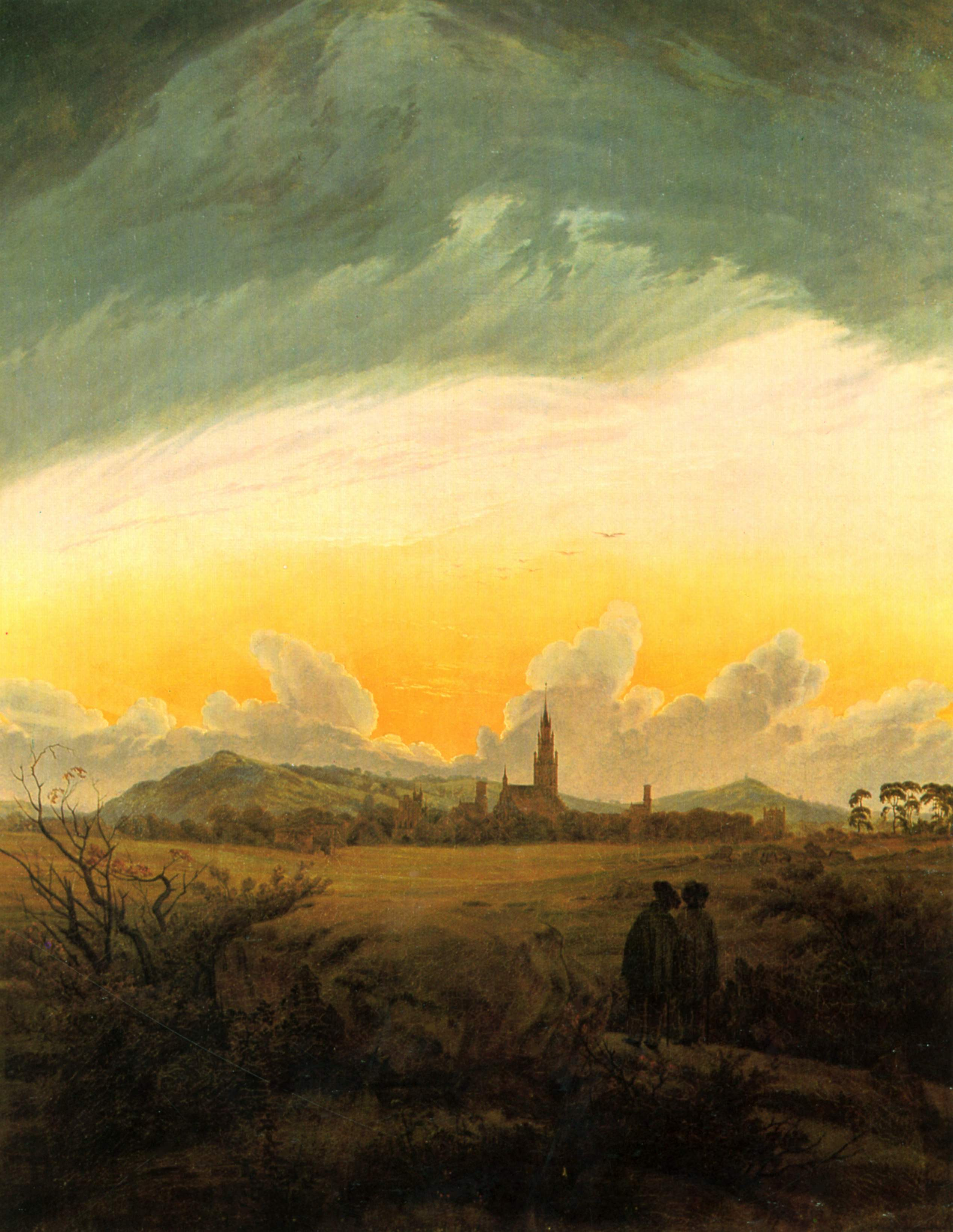
Gezicht op Neubrandenburg, Caspar David Friedrich, ca. 1816
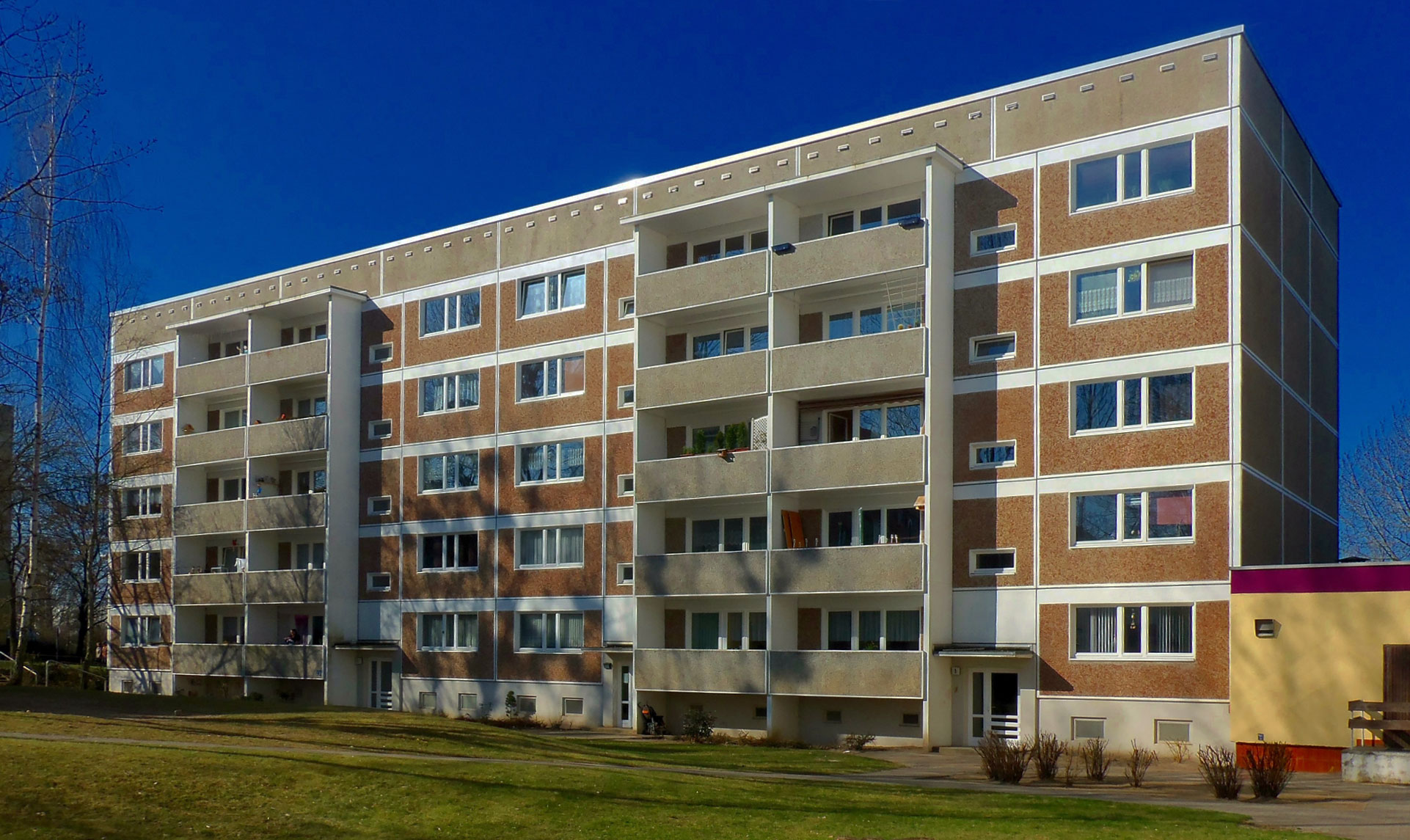
Plattenbauflat te Neubrandenburg (1973), type WBS 70, ontwerp: Iris Grund
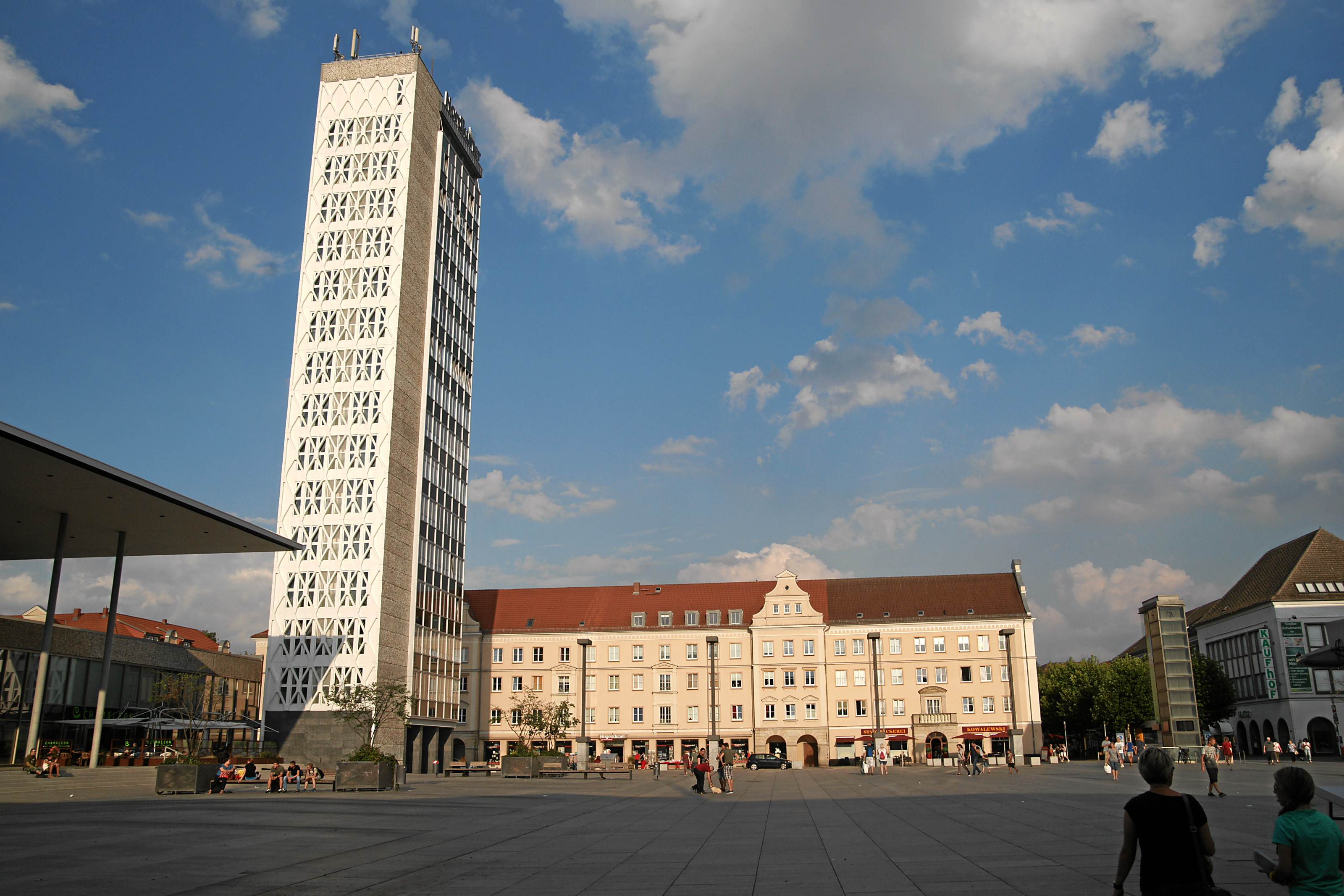
Haus der Kultur und Bildung (links)

## Sport
De multi-sportvereniging SC Neubrandenburg is sedert 1966 befaamd voor haar goede atleten, kanovaarders en triatleten. Verscheidenen van hen bereikten de wereldtop en behaalden wereldtitels of eremetaal op de Olympische Zomerspelen.
De bekendste plaatselijke voetbalclub heet 1. FC Neubrandenburg 04 en speelt een bescheiden rol op regionaal niveau.

## Partnersteden
- Collegno, Italië
- Flensburg, Sleeswijk-Holstein, Duitsland
- Gladsaxe, Denemarken
- Koszalin, Polen
- Nazareth, Israël
- Nevers, Frankrijk
- Petrozavodsk, Rusland
- Villejuif, Frankrijk
- Yangzhou, Volksrepubliek China

## Met de stad verbonden personen

### Geboren te Neubrandenburg
- Franz Christian Boll (* 26 februari 1849; † 19 december 1879 in Rome), arts en fysioloog, op het gebied der oogheelkunde bekend vanwege een baanbrekende studie (1876) over rodopsine in het oog.
- Theodor Leipart (17 mei 1867 - Berlijn, 23 maart 1947), vakbondsman
- Theodor Estermann (5 februari 1902 - Londen, 29 november 1991), wiskundige
- Otto Ernst Remer (18 augustus 1912 – Marbella, 4 oktober 1997) officier van de Wehrmacht, na de Tweede Wereldoorlog rechtsextremist
- Rüdiger Helm (6 oktober 1956), kanovaarder (3 x olympisch goud in 1976 en 1980)
- Cornelia Oschkenat (29 oktober 1961), hordeloopster
- Jana Sorgers (4 augustus 1967), voormalig roeister in de dubbel-vier (2 x olympisch goud in 1988 en 1996)
- Katrin Krabbe (22 november 1969), sprintster
- Anja Dittmer (22 september 1975), triatleet
- Tim Borowski (2 mei 1980), voetballer
- Viola Odebrecht (11 februari 1983), voetbalster (middenvelder), tussen 2003 en 2013 49 x Duits international
- Martin Hollstein (2 april 1987) kanovaarder (olympisch goud in 2008)

### Overigen
- Erasmus Alberus of  Alber (omstreeks 1500 in Bruchenbrücken[10]- 5 mei 1553 te Neubrandenburg), evangelisch-luthers theoloog, reformator en schrijver van kerkgezangen
- De beroemde schilder Caspar David Friedrich (1774 – 1840) bezocht Neubrandenburg verscheidene malen, om er familie en kennissen te ontmoeten, en heeft ook een Gezicht op Neubrandenburg geschilderd.
- Fritz Reuter (1810-1874), dichter en schrijver in het Nedersaksisch, woonde van 1856 tot 1863 te Neubrandenburg en produceerde daar veel van zijn werk. Van hem werd, aan de noordrand van het stadscentrum, een standbeeld opgericht. In de stadspoort  Neues Tor is een naar hem genoemd  Nedersaksisch literair genootschap gevestigd.
- Heinrich Tessenow (7 april 1876 in Rostock; † 1 november 1950 in Berlijn), architect, o.a. van kleine woonwijken en tuindorpen; woonde van 1919 tot 1943 in een huis te Neubrandenburg, dat naar hem het Tessenow-Haus werd genoemd[11]
- Iris Grund, meisjesnaam: Iris Dullin (16 maart 1933 in Berlijn), architecte, van 1970-1990 stadsarchitecte van Neubrandenburg; ontwierp tussen 1960 en 1990 talrijke gebouwen, en ook minstens één hele woonwijk in die stad.
- Anke Behmer (Stavenhagen, 5 juni 1961), voormalig atlete op de zevenkamp, heeft lange tijd te Neubrandenburg gewoond en had daar na haar afscheid van de topsport een praktijk als fysiotherapeute.
- Franka Dietzsch (Wolgast, 22 januari 1968), voormalig atlete (discuswerpen), sedert 1991 lid van de SC Neubrandenburg
- Astrid Kumbernuss (Grevesmühlen, 5 februari 1970) voormalig kogelstootster, die in 1996 Olympisch goud behaalde, en 3 x wereldkampioene werd. Zij kwam vele jaren uit voor een atletiekvereniging uit Neubrandenburg.
- Andreas Dittmer (Neustrelitz, 16 april 1972), kanovaarder (kajak C1); vele jaren lang inwoner van Neubrandenburg, en sedert 2004 ereburger van de stad. Hij behaalde o.a. drie keer Olympisch goud (in 1996, 2000 en 2004). Hij is een broer van de triatlete Anja Dittmer.